# Eurovision Young Musicians 1994
Der 7. Eurovision Young Musicians (EYM) fand am 14. Juni 1994 in der Warschauer Nationalphilharmonie in Warschau statt. Ausrichter war TVP, das erstmals diesen Wettbewerb ausrichtete.
Sieger der Ausgabe 1994 wurde die britische Cellistin Natalie Clein. Es war der erste Sieg Großbritanniens im Wettbewerb. Auf Platz 2 hingegen landete die lettische Pianistin Liene Circene, während Platz 3 von der schwedischen Violinistin Malin Broman belegt wurde. Es war das erste Mal im Wettbewerb, dass sich kein männlicher Interpret unter den besten Drei befand.

## Austragungsort
TVP wählte als Austragungsort die Warschauer Nationalphilharmonie in Warschau aus. Es war das erste Mal, dass Polen eine Eurovision-Veranstaltung ausrichtete.
Ebenfalls war es erst das zweite Mal der Fall, dass der Vorjahressieger den Wettbewerb ausrichtete. Zuvor war dies lediglich bei Österreich im Jahr 1990 der Fall. Schließlich konnte Polen den Wettbewerb 1992 zwar für sich entschieden, musste aber trotzdem an einem Bewerbungsprozess um die Ausrichtung teilnehmen.

## Format
Jedes Land schickt einen Musiker, welcher nicht älter als 19 Jahre ist, zum Wettbewerb. Dieser spielt dann ein Instrument und stellt mit diesem ein Stück vor. Unterstützt wird der Musiker von der Warschauer Nationalphilharmonie. Da die Anzahl der Teilnehmer den Zeitrahmen für ein Finale sprengen würde, gab es zwei Halbfinals. So entschied eine professionelle Jury am Ende lediglich acht Länder, die im Finale auftreten werden. Die Jury entscheidet daraufhin ebenfalls die ersten drei Plätze dort. Folgende Juroren saßen 1990 in der Jury:
- Henryk Mikołaj Górecki
- Marc Grauwels
- Jorma Panula
- Alfredo Riccardi
- Carole Dawn Reinhart
- Wanda Wiłkomirska
- Arie Dzierlatka
- Frantisek Maxian
- Emma Johnson

### Moderation
Zu der Moderation des Wettbewerbes 1994 gibt es keine Angaben.

## Teilnehmer

Länder, die 1994 teilgenommen haben
Länder, die bereits im Halbfinale ausgeschieden sind
Länder, die in der Vergangenheit teilgenommen haben, jedoch nicht 1994

Insgesamt 24 Länder nahmen am Eurovision Young Musicians 1994 teil, was bis heute die höchste Anzahl an Teilnehmern in diesem Wettbewerb darstellt.
So gab es nach dem Zerfall Jugoslawiens und dem Zerfall der Sowjetunion viel neue souveräne Staaten, die erstmals an diesem Wettbewerb teilnahmen. So debütierten Estland, Kroatien, Litauen, Russland und Slowenien erstmals in diesem Wettbewerb, während Lettland und Mazedonien ihr Debüt bei einer Eurovision-Veranstaltung feierten. Nach dem Zerfall Jugoslawiens zog sich die Bundesrepublik Jugoslawien von der Veranstaltung zurück, ebenso nahmen die Niederlande nicht mehr teil. Griechenland kehrte hingegen zum Wettbewerb zurück, nachdem man 1992 nicht teilgenommen hatte.

### Zurückkehrende Teilnehmer
Mit dem zypriotische Teilnehmer Manolis Neophytou kehrte erstmals ein Interpret zum Wettbewerb zurück.
| Land   | Interpret         | Vorherige Teilnahmen |
| ------ | ----------------- | -------------------- |
| Zypern | Manolis Neophytou | 1992                 |

## Halbfinale
Um den zeitlichen Rahmen des Finales nicht sprengen zu müssen, fanden vor dem Finale zwei Halbfinals am 9. und 10. Juni 1994 statt. Die Startreihenfolge, das Format und der Verlauf dieser Halbfinale ist dabei zwar unbekannt, allerdings existieren Informationen über die Teilnehmer der jeweiligen Länder, ihre Instrumente und ihre Stücke.
Folgende Länder schieden damit bereits im Halbfinale aus:
| Land              | Interpret                 | Instrument | Stück                                                                  |
| ----------------- | ------------------------- | ---------- | ---------------------------------------------------------------------- |
| Belgien           | David Cohen               | Cello      | Cantillene-jeu von P.B. Michel                                         |
| Deutschland       | Luise Wiedemann           | Fagott     | Sonate in F-major op.168, 2nd part von Camille Saint-Saëns             |
| Frankreich        | Nicolas Delclaud          | Violine    | Monologue Capriccio de la Vie d'artista von B. Petrov                  |
| Griechenland      | Antonios Sousamoglou      | Violine    | Monogramma for violin solo von C. Samaras                              |
| Irland            | Finghin Collins           | Klavier    | Prelude in C-sharp minor op.45 von Frédéric Chopin                     |
| Kroatien          | Ana Vidović               | Gitarre    | Serenata española von Joaquim Malats i Miarons                         |
| Litauen           | Vilhelmas Čepinskis       | Violine    | Concerto No. 2 part 1 von Balsis                                       |
| Mazedonien        | Kalina Mrmevska           | Klavier    | Sonata op.28 No. 3 von Sergei Prokofiev                                |
| Norwegen          | Rolf-Erik Nystrøm         | Saxophon   | Suite pour saxophone alto et piano, part I von Paul Bonneau            |
| Österreich        | Bernard Hufnagl           | Posaune    | Sonatine for trombone and piano. Allegro vivance von Kazimierz Serocki |
| Polen (Gastgeber) | Lukasz Szyrner            | Cello      | Danse du diable vert von Gaspar Cassadó                                |
| Portugal          | Ruben Da Luz Santos       | Posaune    | Bach von Kurt Sturzenegger                                             |
| Russland          | Anna Ajrapetiants         | Klavier    | Ala Albeniz von Rodion Shchedrin                                       |
| Slowenien         | Mate Bekavac              | Klarinette | Solo de concours op. 10 von H. Rabasud                                 |
| Spanien           | Dolores Rodríguez Paredes | Gitarre    | Estudio No. 11 von Heitor Villa-Lobos                                  |
| Zypern            | Manolis Neophytou         | Klavier    | Prelude and Fugue op. 87 No. 5 in D von Dmitri Shostakovich            |

## Finale
Das Finale fand am 14. Juni 1994 in der Warschauer Nationalphilharmonie in Warschau. Acht Länder traten gegeneinander an, wobei nur die ersten drei Plätze bekannt wurden.
| Platz | Startnr. | Land                   | Interpret      | Instrument | Stück                                                                    |
| ----- | -------- | ---------------------- | -------------- | ---------- | ------------------------------------------------------------------------ |
| 1.    | 7        | Vereinigtes Königreich | Natalie Clein  | Cello      | Cello Concerto in E minor, op. 85, part I von Edward Elgar               |
| 2.    | 2        | Lettland               | Liene Circene  | Klavier    | Dance Macabre von Franz Liszt                                            |
| 3.    | 6        | Schweden               | Malin Broman   | Violine    | Violin Concerto in A minor op.53, part III von Antonín Dvořák            |
| –     | 1        | Ungarn                 | Mark Farago    | Klavier    | Dance Macabre von Franz Liszt                                            |
| –     | 3        | Schweiz                | David Bruchez  | Posaune    | Ballade for Trombone and Orchestra von Frank Martin                      |
| –     | 4        | Finnland               | Pia Toivio     | Cello      | Roccoco Variations op. 33 part II, VI, VII von Pyotr Tchaikovsky         |
| –     | 5        | Estland                | Marko Martin   | Klavier    | Concerto in C minor, no.1 op. 35, part III, IV von Dmitri Shostakovich   |
| –     | 8        | Dänemark               | Frederik Magle | Orgel      | Concerto for Organ and Orchestra in G minor, part II von Francis Poulenc |

## Übertragung
Insgesamt 24 Fernsehanstalten übertrugen die Veranstaltung:
| Land                   | Sender              |
| Teilnehmende Länder    | Teilnehmende Länder |
| ---------------------- | ------------------- |
| Belgien                | RTBF                |
| Dänemark               | DR                  |
| Deutschland            | ZDF                 |
| Estland                | ETV                 |
| Finnland               | Yle TV1             |
| Frankreich             | France 3            |
| Griechenland           | ERT                 |
| Irland                 | RTÉ                 |
| Kroatien               | HRT                 |
| Lettland               | LTV                 |
| Litauen                | LRT                 |
| Mazedonien             | MRT                 |
| Norwegen               | NRK                 |
| Österreich             | ORF                 |
| Polen                  | TVP                 |
| Portugal               | RTP                 |
| Russland               | Rossija K           |
| Schweden               | SVT 2               |
| Schweiz                | SRG SSR             |
| Slowenien              | RTV SLO             |
| Spanien                | TVE                 |
| Ungarn                 | MTV                 |
| Vereinigtes Königreich | BBC                 |
| Zypern                 | CyBC                |